# 波別達 (哈爾科夫州)
波別達（烏克蘭語：Побєда）是位於烏克蘭東部的村莊，由哈爾科夫州洛佐瓦區的比利亞伊夫卡市鎮負責管轄。該村始建於1899年，面積0.52平方公里，海拔高度171米，2001年人口225，人口密度每平方公里436.9人。